# Beaufays
Beaufays [bofa(j)i], en wallon Bêfayi, est une section de la commune belge de Chaudfontaine située en Région wallonne dans la province de Liège. C'était une commune à part entière avant la fusion des communes de 1977.

## Toponymie
Le toponyme Beaufays provient du nom d'une forêt dite en latin "Bellum Fagetum", ce qui signifie "Belle Hêtraie" en français.

## Démographie
- Sources : INS, Rem. : 1831 jusqu'en 1970 = recensements, 1976 = nombre d'habitants au 31 décembre.

## Patrimoine et culture

### Patrimoine architectural

#### Patrimoine religieux
Il existe un édifice qui était autrefois un prieuré dit de « Belle-Fontaine », couramment appelé « abbaye de Beaufays »,. Il en subsiste aujourd'hui le corps de logis, transformé en château, et l'église, devenue paroissiale.

## Lieux publics

### Cimetières
Le cimetière de Beaufays est situé route de l'Abbaye et comprend deux parties, une ancienne et une nouvelle. L'abbaye abrite également une tombe dans le cloître du presbytère.

## Enseignement

### École communale
Son école communale est composée de près de 650 élèves et de 31 classes. Elle est par ailleurs propice à la pratique du parcours.

## Sports et vie associative

### Sports

#### Football
Le Royal Sporting club de Beaufays existe depuis 1953.

## Personnalités liées
- Michel Franchimont (1929-2015), avocat pénaliste, mort à Beaufays.
- Mathieu Franck (1806-1888), maître de carrière et ingénieur civil, né à Beaufays.

Beaufays est le village d'habitation du peintre Jean Dupont. Il a été aussi celui de Jean Gol.